# おから

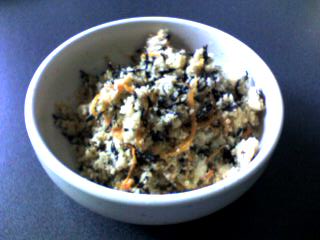
おからを利用した料理

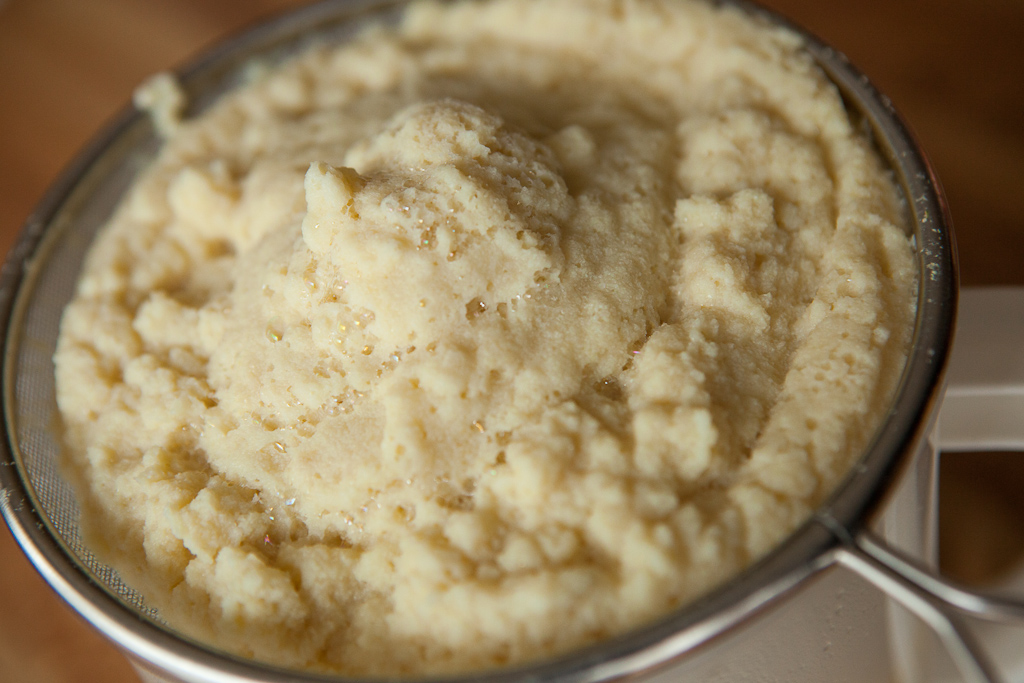
おから

おからは、大豆を原料とする豆腐あるいは豆乳の製造時に発生する副産物（食品製造副産物）。日本、中国、韓国など、豆腐が存在する東アジア一帯ではなじみ深い食品である。食物繊維を多く含み、火を通して食べることが多い。

## 概要
選別した大豆を浸漬した後、加水しながら磨砕して加熱し、これを濾して豆乳を取った時に残ったもの（豆腐粕）が、おからである。
日本では江戸時代には豆腐が庶民にも普及し、料理本におからの調理法が記され、一般的に炒り煮や蒸し料理、汁物の材料として利用された。インドネシアのオカラテンペ（テンペ）のように発酵食品の原料として利用する地域もある。欧米では19世紀ごろに豆腐や豆乳が紹介されたが、おからもパンの原料として使用されることがあり、1960年代以降には特にアメリカで栄養面に着目したレシピ開発が行われるようになった。
食品以外の用途として、中国では豆腐店の近くに養豚場を作り、飼料として利用された。

## 名称
「おから」は絞りかすの意味。茶殻の「がら」などと同源の「から」に丁寧語の「御」をつけたもので、女房言葉のひとつ。
おからは包丁で切らずに食べられるところから「きらず」または「きらす」と呼ぶこともある。
また、「から」の語は空（から）に通じるとして忌避され、縁起を担いで様々な呼び名に言い換えられる。白いことから卯の花（うのはな）と呼ばれる。寄席芸人の世界でも「おから」が空の客席を連想させるとして嫌われ、炒り付けるように料理することから「おおいり」(大入り) と言い換えていた。
漢字では「雪花菜」と表す（おから、きらず、せっかさい）。江戸時代の料理本では「雪花菜」に「とうふのから」「きらす」「きらず」「から」などのルビを付けているが、その約7割は「きらす」または「きらず」のルビを付けている。「うのはな」の呼称は江戸後期の『精進献立集』に出現する。
中国語では「豆渣」（トウジャー、dòuzhā）または「豆腐渣」（トウフジャー、dòufuzhā）、韓国語では「비지」（ピジ）と呼び、精進料理や家庭料理の材料にする。

## 食品としてのおから

### 調理法

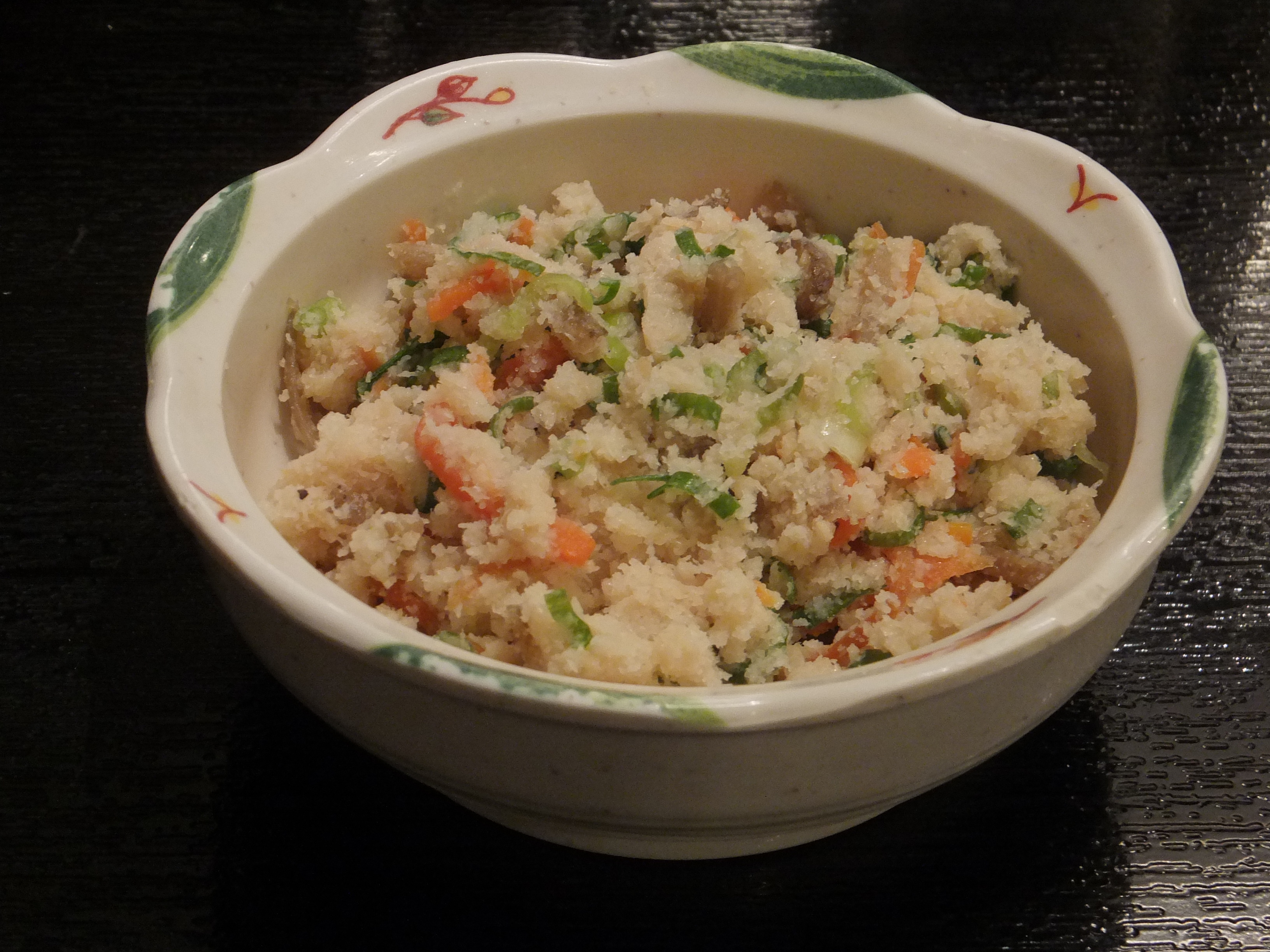
卯の花

- 炒り煮 - 油揚げ、椎茸、にんじんなどの材料も使用し、出汁と調味料で炒ってから甘めに煮付けるのが最も一般的な調理法。そのため、炒り卯の花、または単に卯の花と呼ばれることが多い。おから自体の甘みと相まって独特の風味がある。
- 卯の花汁 - サケ、ブリ、ニシンなどの塩蔵魚、特に頭やアラを利用するのがおいしい。鍋にたっぷりの水を入れ、塩魚を切って最初から入れ中火にかけて煮出し、ダイコン、ニンジンを半月形またはイチョウ形に薄く切ったものと、コンニャクをむしり込み油揚げを刻んで加え、煮えたころねぎの五分切りを入れ、卯の花をドロドロになるくらい加える[7]。魚の塩味だけで薄ければ食塩を加え、また適宜酒を加える。味噌を加えることもある。薬味には青のり、こしょう、七味蕃椒など。
- 卯の花鮨 - 卯の花を煮出汁、みりん、塩で調味し、鶏卵の白身を加え、絶えずかき混ぜながら炒りつけ、少量の酢を合わせてよく冷やす[7]。別にイワシ、小あじ、コハダなどを普通の寿司だねのように作り、塩を振りかけて酢につけ、肉が白くはぜるころ引き上げて酢を切り、卯の花を普通の握り鮨のように握り、上に酢魚をつけ、刻みしょうがなどを添える。広島県、岡山県のあずまずし、愛媛県の丸ずし、新潟県のから寿司など。
- 卯の花膾 - 鯛、サワラ、ヒラメ、スズキ、アジ、サバなど好みの魚を刺身ほどに切ってかぶるくらいの酢につけ、塩を少々くわえ、はぜて白くなったら引き上げ、残り酢を酒または味醂、砂糖などで調味し、卯の花はまず空炒りして水分を除き、塩、砂糖で下味をつけ、火から下ろしてよく冷やしたところへ調味酢を合わせ、魚をその中にしのばせる[7]。麻の実を炒って混ぜると、香ばしい。小鉢に盛って刻み生姜を乗せる。
- 卯の花飯 - 卯の花を煮出汁、酒、砂糖、塩などで好みの味に炒り、酢を加えてご飯の上に乗せ、刻み生姜を添える[7]。炒り卵、炒麻の実などを加えることもある。
- 卯の花和え - 白身魚の刺身を調味した卯の花で和えたもの。ハマボウフウなどの青菜を混ぜることもある。
- 鯛の唐蒸し - 石川県金沢市では、背から切れ目を入れた鯛におからを詰め、蒸した鯛を2匹腹合わせに盛りつけた料理が結婚披露宴で振る舞われる。高知県中部にも、鯛の腹におからを詰め、蒸し物にする独特の郷土料理がある。
- 大分県臼杵市ではきらすまめしという、醤油漬けの魚を和えた郷土料理がある。
- 富山県などではおからをそのまま使い、油揚げやネギを入れて味噌汁することがあり、「ごーじる」と呼んだが、「呉汁」を簡易にしたものと考えられる。
- 埼玉県行田市にはゼリーフライという、おからと茹でたジャガイモをベースに、ニンジンやネギなどの野菜を加え、コロッケのようにまとめて素揚げした郷土料理がある。

### 栄養
豆乳を搾った後の残渣物だが、栄養的には優れている。一般分析値を見れば、乾物中の成分は粗蛋白質が約26%、粗脂肪は約13%、可溶無窒素物が約33%、粗繊維が約15%と栄養価が非常に高い。通常は水分を約75%から80%含む状態で流通している。含まれている粗脂肪（油分）の約50%は不飽和脂肪酸のリノール酸である。また、おからには脳の記憶力を高めるホスファチジルコリン（レシチンとも）が豊富に含まれている。記憶に関連した脳内物質としてアセチルコリンがある。アセチルコリンを作るにはコリンという物質が欠かせない。その前駆物質がホスファチジルコリンであり、ネズミにコリンを与えたところ、記憶力が良くなったという報告もある。

## 食品工業上の位置
日本ではおからは大部分が産業廃棄物として処理される。豆腐工場からおからを回収しブタの飼料として販売していた大阪府の業者が、無許可で廃棄物を収集処分しているとして1993年に廃棄物処理法違反で検挙された。裁判で業者は、おからは栄養価が高く、人もブタも食しているため産業廃棄物ではないと主張した。1999年3月10日、最高裁判所は食品以外のおからは無価値なものとして捨てられており、この業者が処理料金を徴収していたため「産業廃棄物」に該当するとして上告棄却、業者に対して罰金50万円の判決が言い渡された。全国民が15gずつ毎日食べれば廃棄物にならないともいわれるが、現状では上記の理由などから多くが廃棄物となってしまう。2008年の報告では処理費用は 8 - 15円/kg。排出から再利用までの時間で腐敗してしまうことが問題となるが、乳酸菌を混合することで腐敗を遅らせることが可能である。

### 再利用の研究

#### 加工食品の原料
シリアル食品への利用の研究がある。
大豆の代わりにおからを原料として味噌を作成した例もあり、熟成期間が10日間に短縮され、エタノール含量が多く、エステル香が強く、グルタミン酸含量が少なく旨味が乏しかったとの報告がある。しかし乾燥おからを使用した場合には、大豆原料の1.3倍、生おからの1.8倍のグルタミン酸含有を得たとのことである。

#### 飼料での利用例
粗たんぱく質が高く、エネルギー含量も高い良質な飼料となるが、変質しやすい欠点があるため乳酸発酵を進める技術開発が行われている。
大手タイル・トイレメーカーのINAXは、おから乾燥機「オカラット」を使用した再生技術を開発した。おからを瞬時に乾燥させることで、日持ちのする飼料として販売できるようにした。既に15台以上の「オカラット」を納入している。
また、一般の食品でもおからを乾燥させ粉末状にして長持ちさせた「おからパウダー」が販売されている。

#### 食品以外の分野
おからを原料に納豆菌から生分解性プラスチックであるポリγ-グルタミン酸を製造する研究が進められる。
成分を取り出して基礎化粧品の開発に成功した例、発泡スチロールのような緩衝材の原料、乾燥おからを使った猫砂などの実用例もある。
バイオ燃料（木質ペレットやエタノール）への再利用技術の研究も行われている。

### おから無排出化
大豆微粉砕技術により、大豆粉から豆腐などの食品を製造することで、製造工程でのおからの廃棄ロスを抑える技術も開発されている。

## 逸話
- 講談や落語の有名な演目のひとつ「徂徠豆腐」は、江戸時代の儒学者・荻生徂徠が若い頃、あまりに貧しいため、近くの豆腐屋からおからを分けてもらい、飢えをしのいでいたことが元ネタとなっている。また、小説家・泉鏡花も貧乏時代にはおからで食いつないでいた。
- 落語の「千早振る」には、知ったかぶりの隠居が在原業平の歌の意味を訊かれて、「唐紅」（からくれない）を「おからをくれない」とする珍解釈を語る場面がある。
- 同じく落語「鹿政談」では、豆腐屋が軒先に出しておいたおからを、飢えた鹿が食べてしまうところから話が始まる。「きらずにやるぞ」と落とすところは関西風。
- うな重の起源は鰻の蒲焼が冷めないよう、熱したおからを敷いた重箱に鰻を乗せて出前したことにはじまるという説がある。
- 鮨職人の小野二郎は、修行時代におからを自腹で購入し、休憩時間にシャリの握りの練習に用いたというエピソードが『プロフェッショナル 仕事の流儀』にて紹介された。
- 1940年（昭和15年）7月20日、戦時の節米運動が進む中で各百貨店の食堂ではご飯の提供を取りやめた。各社ではコメの代用としておからに着目、そごうでは卯の花弁当、高島屋では山芋とおからの寿司がメニューの一つに取り上げられた[20]。
- 能舞台や所作板は滑りを良くし、艶を出すためにおからで乾拭きをする。
- 中国語では、手抜き工事を「おから工事（英語版）」（豆腐渣工程〈トウフジャーコンチョン〉; 拼音: dòufuzhā gōngchéng）と表現する[21][22]。
- 近衛十四郎主演の時代劇『素浪人 花山大吉』にて、近衛演じる主人公、花山大吉の大好物としておからが登場する。作中で花山大吉はおからを酒の肴として、病的なほどに食しており、68人前のおからを平らげたこともあった。
- 西郷隆盛の幼少期に普段は豆腐屋からおからを分けてもらっていたが、豆腐屋の厚意で豆腐を家に持ち帰る折、物陰から悪童に驚かされたものの西郷は微動だにせず、豆腐が崩れぬように置いた後に心底驚いた表現をし、その後、何事も無かったかのように豆腐を持ち帰った。
- 2004年の鳥取県智頭町の町議選は、岸本眞一郎が844票で当選、岡田和彦が843票で落選した。しかし「オカラ」と書かれた投票用紙を巡り、岡田側はオカダの誤記であると主張、逆に岸本も飼っている牛の餌としておからを大量購入していることを理由に自らの票と主張した。その後、無効票が精査された結果、岡田の票は842票となり岸本が当選した。オカラ票も無効票となった[23]。